# HMS Quentin (G78)
HMS Quentin (G78) là một tàu khu trục lớp Q phục vụ cùng Hải quân Hoàng gia Anh Quốc. Được chế tạo vào giai đoạn Chiến tranh Thế giới thứ hai như một phần của Chương trình Khẩn cấp Chiến tranh, Quail được đặt lườn năm 1940 và hạ thủy năm 1941; nhưng chỉ có quãng đời phục vụ ngắn ngủi không đầy một năm, khi bị đắm do trúng ngư lôi phóng từ máy bay tại Bắc Phi vào ngày 2 tháng 12 năm 1942.

## Thiết kế và chế tạo
Quentin được đặt hàng vào ngày 2 tháng 4 năm 1940 để phục vụ cùng Chi hạm đội Khẩn cấp 3. Nó được đặt lườn vào ngày 25 tháng 9 năm 1940 tại xưởng tàu của hãng J. Samuel White and Company, Limited tại Cowes thuộc đảo Wight; và hạ thủy vào ngày 5 tháng 11 năm 1941. Quentin nhập biên chế cùng Hải quân Hoàng gia vào ngày 15 tháng 4 năm 1942.

## Lịch sử hoạt động
Quentin đã tấn công và đánh chìm tàu ngầm U-boat Đức U-162 đang khi di chuyển cùng các tàu khu trục Vimy và Pathfinder tại vùng biển Caribe gần Trinidad vào ngày 3 tháng 9 năm 1942. Nó đã cùng tàu khu trục Australia cùng lớp HMAS Quiberon tấn công bằng mìn sâu đánh chìm tàu ngầm Ý Dessie ngoài khơi Algérie vào ngày 28 tháng 11 năm 1942.
Chỉ vài giờ sau khi tham gia thành công Trận Skerki Bank, Quentin trúng ngư lôi phóng từ máy bay đối phương và bị đắm ngoài khơi Bắc Phi vào ngày 2 tháng 12 năm 1942, ở tọa độ 37°32′B 08°32′Đ / 37,533°B 8,533°Đ.